# 峰岸ふじこ
峰岸 ふじこ（みねぎし ふじこ、1976年8月10日 - ）は、日本のAV女優。

## 略歴・人物
- 2013年8月に株式会社こずプロに入社。
- 趣味は犬と遊ぶこと。
- 特技は料理。

## 出演作品

### アダルトビデオ

#### 2013年
- 生姦 初撮り素人　峰岸ふじこ（8月1日、はないちもんめ/エマニエル）
- チ○ポを食い尽くす関西最強モンスター女　峰岸ふじこ（11月7日、グローリークエスト）
- レズビアンまんだら（11月15日、レズビアン東京）共演:九条さなえ
- 超ドスケベ豊満マダム　峰岸ふじこ（11月22日、イズム）
- 淫乱奴隷破壊 ～関西弁でまくしたてる痴女爆弾　峰岸ふじこ～（11月28日、Vamp Freyja）
- 義父に調教されたドM嫁！　峯岸ふじこ 40歳（11月29日、小林興業）※「峯岸ふじこ」名義
- 近親中出し凌姦！お母さんの奴隷になりなさい！　峰岸ふじこ（12月5日、ルビー）
- 噂の露出狂ドスケベ女！関西最強エロケバ熟女（12月6日、ゼロナナ）
- 淫獣ペニバン逆レイパー　峰岸ふじこ（12月22日、Vamp Freyja）
- ごっくん精女 スペルマハンターふじこ（12月25日、AVS collector’s）

#### 2014年
- ドスケベ寮母の爆尻射精管理 峰岸ふじこ（1月1日、Fitch）
- 超本格官能巨尻エロ絵巻 美尻奥さま騎乗位狂い　峰岸ふじこ（2月13日、タカラ映像）
- 鬼フェラ地獄 熟×4　峰岸ふじこ・松嶋友里恵（2月14日、ケイ・エム・プロデュース）共演:松嶋友里恵
- 勃起回復治療院（2月21日、クリスタル映像）共演:円城ひとみ、滝川玲美、進藤由紀乃
- 肉食淫乱熟女の爆尻潮吹きアナルファック　峰岸ふじこ（3月1日、Fitch）
- エロ年増 29（3月7日、クリスタル映像）他出演:桐島綾子、南、彩女早紀
- フェラチオ中毒女の性交（3月14日、ケイ・エム・プロデュース）他出演:希咲あや、桐谷あや、村上涼子
- 自画撮りぐちょぐちょ指オナニー（3月20日、グローリークエスト）他出演:秋野千尋、小糸叶芽、内田彩乃、加納綾子、西山あかり、松坂華苗、波多野結衣、永野愛実、夏川みなみ、白鳥寿美礼、宮崎良美、中島美和、翔田千里、森下麻子
- 煙が出るまで犯されて 峰岸ふじこ キンタマ空っぽ！20発射！（3月20日、レイディックス）
- ハダカの熟女・ナニワのド淫乱セクシービッチ峰岸ふじこ 犯したり！犯されたり！S or M！？ ノンストップ生中出し検証ドキュメント！！（4月1日、熟女塾/エマニエル）
- 人格否定！ 今日からお前はメス豚だっ！！　峰岸ふじこ （4月20日、プールクラブ・エンタテインメント）
- 淫乱女帝 肉食獣野外淫行　峰岸ふじこ （4月19日、乱丸）
- 黒いパンティストッキングOLレズビアン＆ふじこさん（5月18日、レズビアン東京）共演:沙藤ユリ、小司あん、宮崎良美、吉井美希、九条さなえ
- ポルノ★モンスター　峰岸ふじこ（5月24日、HMJM）
- 監禁レイプ ～犯された人妻～ （6月1日、エマニエル）
- 妻パイパン　 峰岸フジコ（6月7日、デジタルアーク）※「峰岸フジコ」名義
- 熟ズボッ！ いきなり入れないでッ あー狂っちゃう～！絶頂が止まらないエロ熟女スペシャル（6月13日、アテナ映像）他出演:長澤都、松嶋友里恵、円城ひとみ、尾崎玲奈
- 野蛮な奴らに凌辱（や）られたインテリ女子アナウンサー 「あなた、ごめんなさい…」寝取られ願望の夫の目の前で10連発生中出し輪姦　桐嶋永久子（6月19日、ディープス）共演:桐嶋永久子
- 2014年上半期RUBY年鑑 Vol，4 禁断の性 近親相姦に堕ちた母と息子（6月19日、ルビー）他出演:染谷京香、中塚秋恵、愛原よしこ、美神さゆり、東條志乃、黒崎いずみ、吉澤清美、内田彩乃、布施幸子、九条美代子、菅原直美、和田百美花
- アナルジャンキーな妻たち【肛門で奪い合う卑猥な三角関係】　藤木静子 峰岸ふじこ（6月25日、マドンナ）他出演:藤木静子
- 快感ビッチ　峰岸ふじこ（7月4日、ゼロナナ）
- 変態公衆便所タンツボ肉便器女　峰岸ふじこ（7月3日、グローリークエスト）
- AV芸人女優バトル　西園寺れおVS峰岸ふじこ（8月8日、V&R PRODUCE）共演:西園寺れお
- えろえろスペルマ5　峰岸ふじこ（8月14日、精液本舗）
- 24歳童貞の僕が思う理想の筆下ろしを撮りました。その相手は｢大阪のおばちゃん｣です。（8月21日、アマチュアインディーズ）
- 男女共用のトイレに行ったら偶然にも女性が用を足している瞬間に遭遇！興奮した僕のチ●ポはフル勃起状態で、我慢できずに誘ってみると恥ずかしさと驚きで何でも言う事を聞いてしまう！！ 2（8月22日、ケイ・エム・プロデュース）他出演:悠月舞、加藤はるき、吉沢彩音　他
- 女監督ハルナ お下劣ババア 過激野外レズ　峰岸ふじこ（9月1日、V(ヴィ)）
- 競泳水着レズビアン 2（9月14日、レズビアン東京）共演:九条さなえ　他出演:小司あん、宮崎良美、吉井美希、沙藤ユリ
- 調教レズビアン野外虐待露出　塚田詩織×峰岸ふじこ（9月19日、山と空）共演:塚田詩織
- 卑猥語マダムX　峰岸ふじこ（9月25日、アロマ企画）
- 接吻情事 熟女キャバクラ！進撃のふじこ　峰岸ふじこ（10月24日、なでしこ）
- ふ～じこちゃ～ん　峰岸ふじこ （11月27日、タカラ映像）
- ZUKOBAKO 奇跡の夏休み ～素人男性達が過ごした夢の1日～（12月1日、ズッコン/バッコン）共演:芹沢つむぎ、湊莉久、上原亜衣、さとう遥希、りんか、波多野結衣、仁美まどか、川菜美鈴、乙葉ななせ

#### 2015年
- 究極の淫乱女優（2月19日、乱丸）他出演:晶エリー、市来美保、櫻井ともか、まりか、樹花凜、柊早矢、鈴木杏里、岡山涼花、田中梨子、希咲エマ、望月るな、橘ミオン、山本美和子、近澤まゆみ、雛丸、玲丸、音丸
- 熟ズボッ！いきなり襲われ、たちまち絶頂！匂い立つ食べごろ美熟女 25人4時間（2月27日、アテナ映像）他出演:霞貴理子、兵藤まき、長澤都、一ノ瀬百合、二葉恵、愛川咲樹、坂本悦子、藤原理奈子、桐島綾子、如月冴子、都盛星空、佐伯かのん、尾崎玲奈、山川詩織、桜木かおり、中島京子、新野美穂、水樹あやか、円城ひとみ、矢沢紀香、瀬戸友里亜、松嶋友里恵、米倉のあ、月美弥生
- 豊満女優が肛門で悶え狂う 爆尻アナルファックBEST（3月1日、Fitch）他出演:白鳥寿美礼、青木りん、涼本清美、寺島志保、相内つかさ、藤木静子、馬場のぞみ、杏美月
- 接吻情事 人気美熟女達の…とびきり濃厚な接吻とセックス（4月24日、なでしこ）他出演:北条麻妃、伊織涼子
- BestHits 梁井一（4月25日、HMJM）他出演:大島薫、今井乃愛、今井京香、あずみ真奈、綾瀬りお、阿部リオン、浅真レイ、沙羅、平和島結希、三原ジュン
- 特選！メス豚牧場 デブ女に人格は存在しない！とこ豚、調教させて頂きます！（6月20日、プールクラブ）他出演:七空うみ、涼本清美、寺島志保、徳井唯

### インターネット放送
- ニコ生大放送 - 自身のコミュニティを持っており、歌舞伎町の店より配信していた。
- トイズハートプレゼンツBUBKA「きのう誰食べた」（2014年04月03日ゲスト出演、ニコニコ生放送）[2]
- バラエティ開拓バラエティ日村がゆく（2018年11月28日[3]、AbemaTV）第3回『M-1ナメてるGP』